# فیفت هارمونی
فیفت هارمونی (به انگلیسی: Fifth Harmony) یک گروه دخترانه آمریکایی است که در سال ۲۰۱۲ تشکیل شد. اعضای این گروه کامیلا کابیو، نورمانی کوردی همیلتون، لورن هرگی، الیسون بروک هرناندز و دینا جین هانسن هستند. آن‌ها در فصل دوم مسابقه اکس فکتور آمریکا سوم شدند. به دنبال موفقیت این گروه، آن‌ها قراردادی با Syco Records متعلق به سایمن کاول و قراردادی با Epic Records متعلق به ال ای رید بستند.

## شروع کار
اعضای این گروه در ابتدا به صورت جداگانه وارد اکس فکتور شدند و بعد از مرحله Bootcamp داوران تصمیم گرفتند تا آن‌ها را تبدیل به گروه کنند. فیفت هارمونی در ابتدا با اسم Lylas در مرحلهٔ «خانهٔ داوران» آهنگ Impossible را اجرا کردند و به تصمیم سایمن کاول به مرحلهٔ «اجراهای زنده» وارد شدند. Lylas به معنای «دوستت دارم مانند یک خواهر» بود اما چندی بعد آن‌ها اسم گروه را با ۱۴۳۲ به معنای «من هم دوستت دارم» تغییر دادند. در دومین اجرای زنده آن‌ها باری دیگر اسم گروه را تغییر دادند و اینبار اسم فعلی آن‌ها یعنی فیفت هارمونی انتخاب شد. آن‌ها مسابقه اکس فکتور را در مقام سوم تمام کردند.این گروه درسال 2015 اولین آلبوم خود را با نام انعکاس سه سال بعد از حضور خود در برنامه ی استعدادیابی اکس فکتور منتشر کردند.
این آلبوم شماره ی اول جدول بیلبورد را برای خود کرد و این گروه تبدیل به اولین گروه دخترانه در تاریخ با آلبوم دبیوی نامبروان شدند.
آهنگ دبیوی این گروه با نام "ارزشش را دارد"  در شماره ی دوازده جدول بیلبورد منتشر شد و رکورد بالاترین رتبه در جدول بیلبورد در تاریخ یک موسیقی را توسط یک گروه دخترانه را برای این گروه به ارمغان آورد ،که این رکورد در آینده توسط خود این گروه با رتبه ی به ترتیب 4 و 1 بیلبورد برای آنها به ارمغان آورد.
این آهنگ در حال حاضر بیشتر از بیست میلیون نسخه در آمریکا و اروپا فروش داشته است

## ۲۰۱۳–۲۰۱۴: بهتر با یک دیگر
یک ماه بعد از تمام شدن فقط دوم اکس فکتور این گروه موفق شد در "Next Pop Superstar of ۲۰۱۳" خواننده‌هایی همچون لیتل میکس، یونیون جی، آستین ماهون و تایم فلایز را شکست دهند و اول شوند. آن‌ها از طریق کانال یوتوب آهنگ‌های زیادی از خواننده‌های معروف ماننده تیلور سوییفت، اد شییران، ریحانا و لانا دل ری را بازخوانی کردند. آن‌ها به همراه گروه Boyce Avenue آهنگ "Mirrors" از جاستین تیمبرلیک و "When I Was Your Man" از برونو مارس را بازخوانی کردند که بیشتر از یک میلیون بازدید داشت.
اولین تک‌آهنگ آن‌ها با اسم Miss Movin' On رتبه ۸۵ را در بیلبورد بدست آورد، که باعث شد این گروه اولین خواننده‌ای باشد که از اکس فکتور به این موفقیت بزرگ رسیده‌است. این گروه برای اولین بار در تلویزیون در برنامه Today Show تک‌آهنگ اولشان را اجرا کردند. سه روز بعد موزیک ویدئو این آهنگ از کانال آن‌ها در یوتوب منتشر شد که بیش از ۳ میلیون بازدید داشت.
تک آهنگ دوم آن‌ها از آلبوم دومشان به اسم Me And My Girls در تاریخ ۱۲ ژوئیه ۲۰۱۳ منتشر شد.
آنها در سپتامبر ۲۰۱۳ شر لوید، خواننده بریتانیایی را همراه کردند. همچنین در Teen Choice Awards ۲۰۱۳ آن‌ها توسط دمی لواتو معرفی شدند تا برنده پخش مربوطه را بیان کنند.
آلبوم اول آن‌ها به نام Better Together با ۵ آهنگ در ۲۲ اکتبر منتشر شد. این آلبوم در اولین روز انتشار در آی تونز دومین آلبوم پرفروش شد. چندی بعد فیفت هارمونی اعلام کرد که ۴ ورژن دیگر از این آلبوم منتشر می‌شود. ورژن‌های این آلبوم اسپانیایی، اسپانیایی آکوستیک، آکوستیک و رمیکس‌های این آلبوم بود. Juntos و Juntos Acoustic (ورژن‌های اسپانیایی آلبوم) در بیلبورد آلبوم‌های لاتین به تربیت دوم و دوازدهم شد.
در یکی از مصاحبه‌های آن‌ها با ام تی وی آن‌ها تأیید کردن که آلبوم کاملشون در سال ۲۰۱۴ منتشر خواهد شد.

## حمایت کننده‌ها
حمایت کننده‌های این گروه دمی لواتو، بریتنی اسپیرز، ال ای رید، سایمن کاول، شر لوید و گروه وان دایرکشن هستند.
لواتو در تاریخ ۲۹ سپتامبر ۲۰۱۳ اعلام کرد که فیفت هارمونی، لیتل میکس و شر لوید را با خود به تور جهانی اش یعنی نئون لایتز می‌برد.

## الهام دهنده‌ها
الهام دهنده‌های این گروه بیانسه، آلیسیا کیز، کریستینا آگیلرا، سلنا (خواننده لاتین)، لانا دل ری، دمی لواتو، لیونا لوئیس، دستینیز چایلد و اسپایس گرلز هستند.

## اعضای گروه

### الیسون بروک هرناندز
الیسون بروک هرناندز (متولد ۷ ژوئیه سال ۱۹۹۳). او در سن آنتونیو، تگزاز زندگی می‌کرد. مادر او پاتریشیا و پدرش جری هرناندز هستند. آهنگ اول او در اکس فکتور "On My Knees" از Jaci Velasquez بود که قابل قبول داوران بود. بروک در اولین مرحله در Bootcamp آهنگ Somebody That I Used To Know را خواند. همچنین در سومین مرحله Bootcamp آهنگ Knockin On Heaven's Door را خواند. الهام دهنده هرناندز، سلنا است.

### نورمانی کوردی همیلتون
نورمانی کوردی همیلتون (متولد ۳۱ می سال ۱۹۹۶). او در آتلانتا به دنیا آمد. سپس به هیوستن مهاجرت کرد. مادر او آندرا و دریک همیلتون هستند. همیلتون از ۳ سالگی در حال اجرا کردن بود. او رقاص و ژیمناست حرفه‌ای بود. همیلتون نقش کوتاهی در سریال Treme داشت. الهام دهنده همیلتون، بیانسه است.

### لورن میشل هیرگی
لورن میشل هیرگی (متولد ۲۷ ژوئن ۱۹۹۶). او در میامی، فلوریدا زندگی می‌کند. آرتیست‌های مورد علاقه او آلیسیا کیز، کریستینا اگیلرا، اسکریپت، پارامور و جرنی هستند. آهنگ اول او در اکس فکتور If I Ait Got You از آلیسیا کیز بود.

### کارلا کامیلا کابیو
کارلا کامیلا کابیو استرابائو (متولد ۳ مارچ سال ۱۹۹۷). او در میامی، فلوریدا زندگی می‌کند. وی در کوهیمار، کوبا به دنیا آمد. در ۵ سالگی خانواده وی به هاوانا در میکزیک مهاجرت کردند و در آخر در آمریکا ساکن شدند. مادر او سینوئه و پدرش الهاندرو کابیو هستند. درهنگام بزرگ شدن او به آهنگ لاتین زبان مانند آهنگ‌های سلیا کروز و الهاندرو فرناندز گوش داد. خواننده‌های مورد علاقه او اد شیرن و دمی لواتو هستند. کابیو طرفدار گروه وان دایرکشن نیز است.
او در نوامبر ۲۰۱۵ با خوانندهٔ کانادایی، شاون مندز همکاری داشت و تک ترانه ایی با نام «من می‌دانم تابستان گذشته چه کرده ایی» را منتشر کرد. در اکتبر ۲۰۱۶ هم نیز با رپر آمریکایی، مشین گان کلی همکاری با عنوان «چیزهای بد» داشت.
وی سرانجام در تاریخ هجدهم دسامبر ۲۰۱۶ اعلام کرد که از گروه فیفت هارمونی جدا شده‌است.

### داینا جین هانسن
داینا جین هانسن (متولد ۲۲ ژوئن سال ۱۹۹۷). او در سانتا آنا، کالیفرنیا به دنیا آمد. مادر او مالیکا و پدرش گوردن هانسن هستند. آهنگ اول او در اکس فکتور If I Were A Boy از بیانسه بود. لی ای رید دربارهٔ این اجرا اعلام کرد که آهنگ را بهتر از بیانسه خوانده‌است. الهام دهنده‌های هانسن، بیانسه، لیونا لوئیس، ماریا کری و ایتا جیمز هستند.

## آلبوم‌ها
Better Together - October 22 2013
- ۷ ۲۷
- Reflection
- fifth harmony august 2017

## تک اهنگ‌ها
- من عاشق یک هیولا شده‌ام
- زندگی
- روی من بنویس
- همه در ذهن من
- ارزشش را دارد
- نه از آن نوع
- کار از خانه
- بهتر خواهد شد

## تورها
تورهای وابسته به گروه
- 2013: Harmonize America Mall Tour
- 2013: Fifth Harmony Mini Theatre Tour
- 2014: Worst Kept Secret Tour

همراهی در تورهای خواننده‌های دیگر
- 2013: I Wish Tour - Cher Lloyd
- 2014: Neon Lights Toue - Demi Lovato

## موزیک ویدئوها
Miss Movin' On: سال ۲۰۱۳
Me And My Girls: سال ۲۰۱۳
sledghammer:سال ۲۰۱۴
worth it:سال ۲۰۱۵
work from home:سال ۲۰۱۶
that's my girl سال: ۲۰۱۶
DOWN:2017

## جوایز
گروه فیفت هارمونی برای اولین بار موفق به دریافت جایزه از AMAs 2016 به عنوان بهترین آهنگ گروهی سال شد.

## نگارخانه

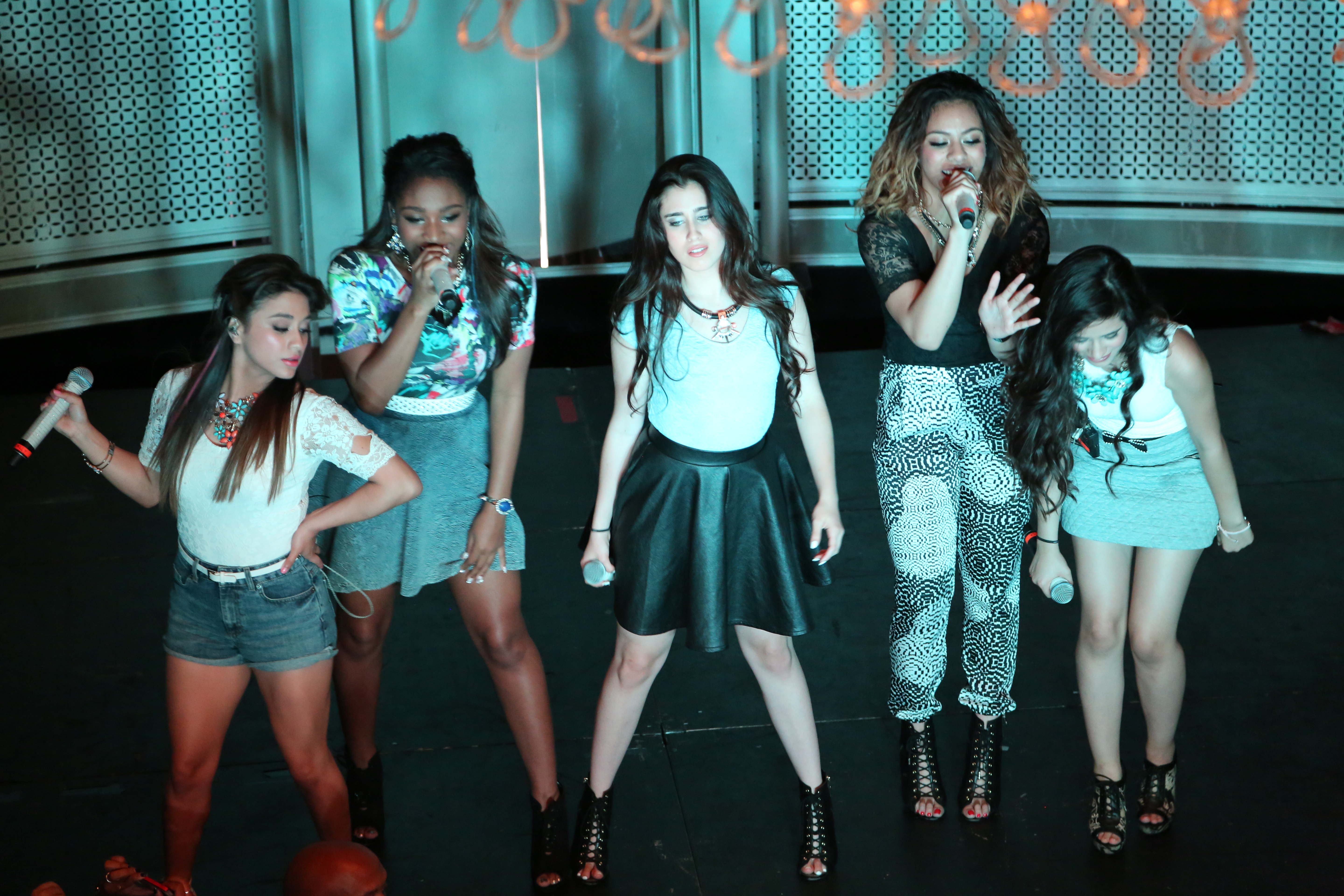
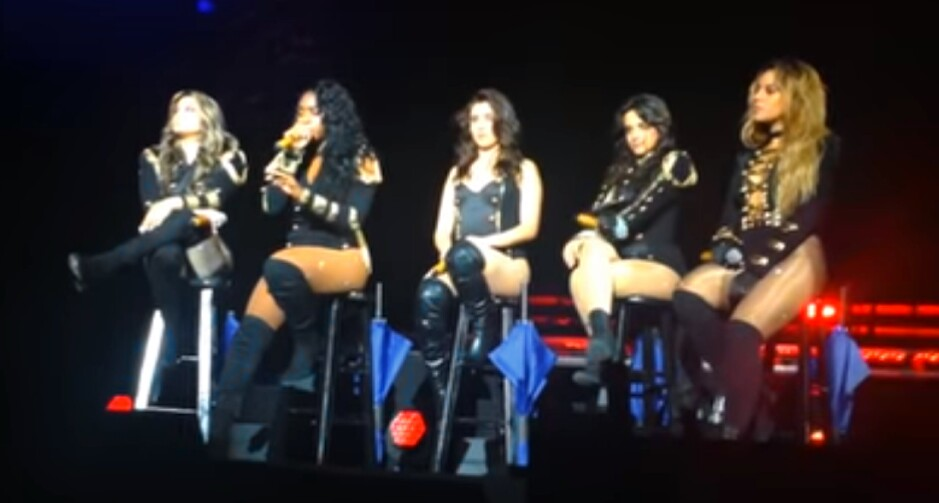
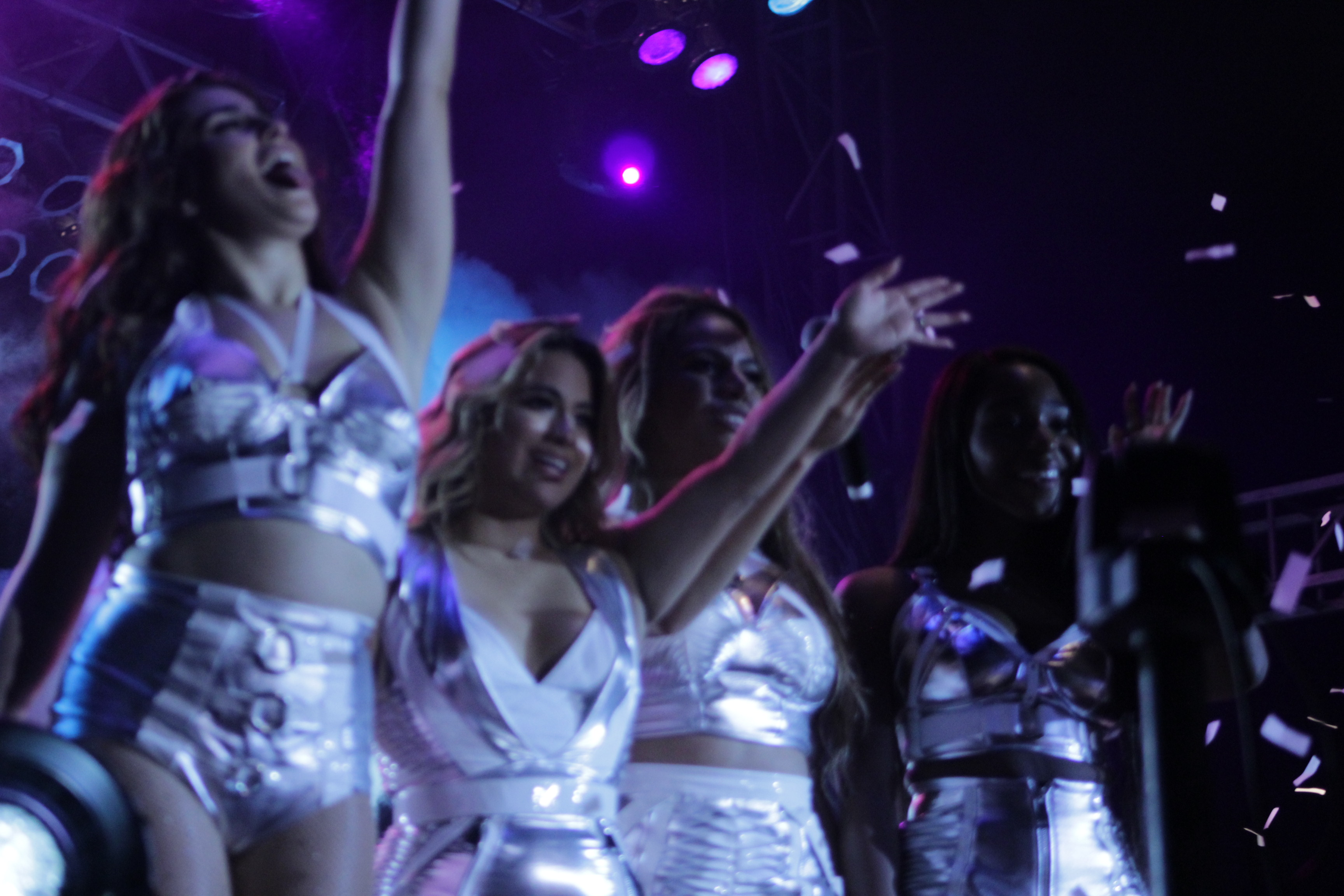
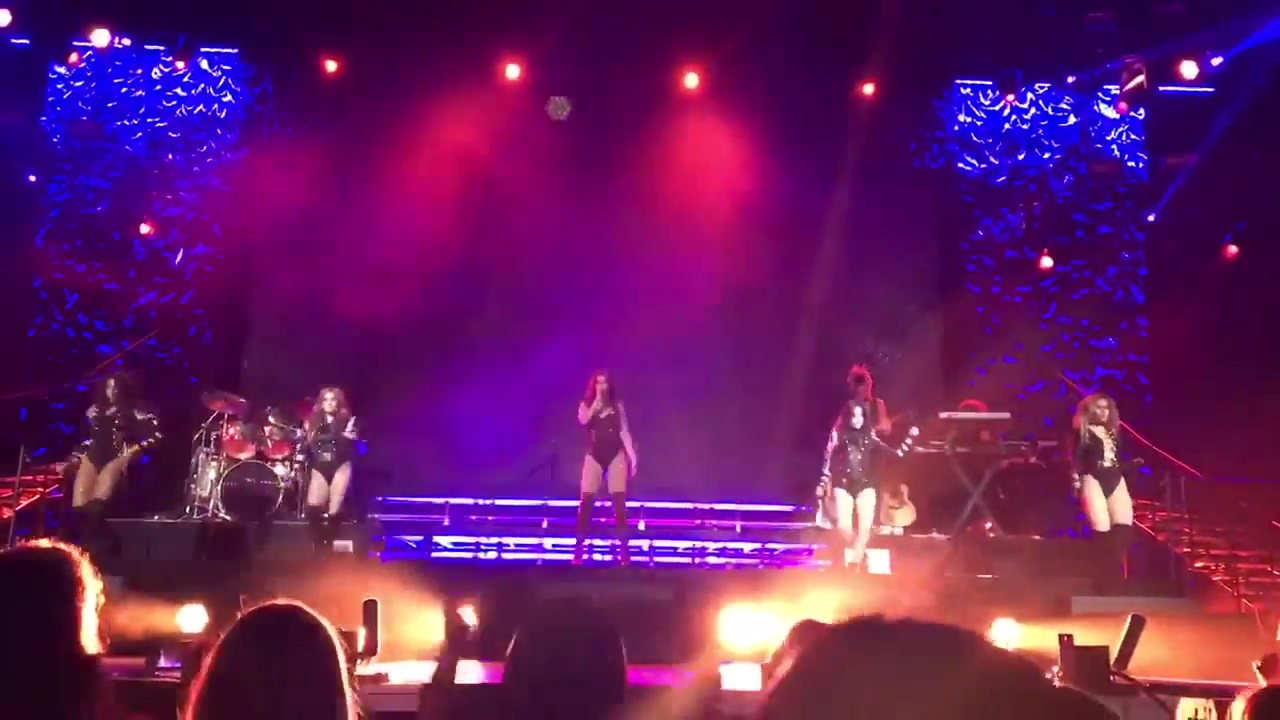